# گدیز
گدیز (به ترکی استانبولی: Gediz) شهری است در کشور ترکیه که در استان کوتاهیه واقع شده‌است. جمعیت این شهر بر اساس سرشماری سال ۲۰۰۸ میلادی ۱۸٬۹۰۴ نفر و بر اساس برآوردهای سال ۲۰۰۹ میلادی ۱۹٬۰۸۰ نفر می‌باشد.